# Цілинна ділянка вздовж балки
Цілинна ділянка вздовж балки — ботанічний заказник місцевого значення. Об'єкт розташований на території Токмацького району Запорізької області, околиця села Трудове.
Площа — 14 га, статус отриманий у 1980 році.